# Princesse Horqin
 (avril 2024).
La mise en forme du texte ne suit pas les recommandations de Wikipédia : il faut le « wikifier ».
Les points d'amélioration suivants sont les cas les plus fréquents. Le détail des points à revoir est peut-être précisé sur la page de discussion.
- Les titres sont pré-formatés par le logiciel. Ils ne sont ni en capitales, ni en gras.
- Le texte ne doit pas être écrit en capitales (les noms de famille non plus), ni en gras, ni en italique, ni en « petit »…
- Le gras n'est utilisé que pour surligner le titre de l'article dans l'introduction, une seule fois.
- L'italique est rarement utilisé : mots en langue étrangère, titres d'œuvres, noms de bateaux, etc.
- Les citations ne sont pas en italique mais en corps de texte normal. Elles sont entourées par des guillemets français : « et ».
- Les listes à puces sont à éviter, des paragraphes rédigés étant largement préférés. Les tableaux sont à réserver à la présentation de données structurées (résultats, etc.).
- Les appels de note de bas de page (petits chiffres en exposant, introduits par l'outil «  Source ») sont à placer entre la fin de phrase et le point final[comme ça].
- Les liens internes (vers d'autres articles de Wikipédia) sont à choisir avec parcimonie. Créez des liens vers des articles approfondissant le sujet. Les termes génériques sans rapport avec le sujet sont à éviter, ainsi que les répétitions de liens vers un même terme.
- Les liens externes sont à placer uniquement dans une section « Liens externes », à la fin de l'article. Ces liens sont à choisir avec parcimonie suivant les règles définies. Si un lien sert de source à l'article, son insertion dans le texte est à faire par les notes de bas de page.
- La présentation des références doit suivre les conventions bibliographiques. Il est recommandé d'utiliser les modèles {{Ouvrage}}, {{Chapitre}}, {{Article}}, {{Lien web}} et/ou {{Bibliographie}}. Le mode d'édition visuel peut mettre en forme automatiquement les références.
- Insérer une infobox (cadre d'informations à droite) n'est pas obligatoire pour parachever la mise en page.

Pour une aide détaillée, merci de consulter Aide:Wikification.
Si vous pensez que ces points ont été résolus, vous pouvez retirer ce bandeau et améliorer la mise en forme d'un autre article.
 (avril 2024).
Améliorez-le ou discutez des points à vérifier. 
Concubine Horqin, grand-mère Horqin, nom inconnu, prénom Gunbu ( 蒙古语). Durant la dernière dynastie Jin, elle était l'épouse de Manggu Sibeile  Horqin et la mère biologique de la reine Xiao Duanwen et de la reine Jing Xiaoyi . Son gendre Huang Taiji l'a canonisée sous le nom de Zhasake Buyan Tufu Jin, ou Heshuo Hu Turing Afujin, c'est-à-dire Heshuo Fu Fei.

## Biographie
Le 19 avril, vingt-huitième année de Wanli sous la dynastie Ming (1600), elle donna naissance à Zhezhe. Plus tard, Zhezhe est devenu le palais du milieu du Fujin de Huang Taiji. Dans la littérature mandchoue, elle est appelée amba mama (traduit littéralement par mère aînée, grand-mère aînée en chinois et traduction libre par grand-mère aînée ). Lorsque la belle-fille de Manggusi, Boli, l'épouse de Zhaisang, lui faisait face, elle était appelée ajige mama (petite mère, petite maman) et la deuxième concubine de Horqin.
Son mari Mang Gusi est décédé entre 1623 et 1626. Selon la coutume mongole, elle fut adoptée par le petit-fils de son mari, Sonomu, fils de Zhaisang. Sonomu partit en expédition avec Huang Taiji et mourut lors de l'incident de Jisi. Les deux ont eu au moins un fils et deux filles, à savoir Dazhe, la reine Jingxiaoyi et Qitat, ou ils ont peut-être eu un fils non enregistré. En avril de la septième année de Tiancong (1633), la concubine Horqin, la deuxième concubine Horqin (petite nonne), le neveu Wu Keshan et Man Zhu Xili et sa femme ont rendu hommage à Huang Taiji. Huang Taiji l'a traitée avec une grande courtoisie : « Se saluer selon l'étiquette de la belle-mère, rencontrer d'abord la grand-mère aînée, puis rencontrer la jeune tante. " Au cours de cette réunion au tribunal, Duduo a demandé à Huang Taiji d'épouser la concubine. le 6 mai. La femme est Dazhe. Au même moment, parmi les trois filles de Huang Taiji, la concubine aînée proposa d'épouser la fille aînée, Makata, pour son fils Qitat . En fin de compte, la troisième fille née de Huang Taiji et Zhezhe a épousé Qitat. Le 8 mai, Huang Taiji a organisé un banquet à la résidence de la concubine pour la cérémonie de fiançailles de Duduo et Dazhe ; le 11 mai, la concubine s'est rendue à Huang Taiji pour la cérémonie de fiançailles de Qitat et de sa troisième fille. Présentez un banquet.
La neuvième année de Tiancong (1635), une autre fille, la reine Jing Xiaoyi, épousa Dorgon. Les chercheurs pensent que les deux frères Duduo et Dorgon ont établi une relation plus étroite avec leur demi-mère Huang Taiji grâce à leur mariage avec la fille de la concubine. Après l'entrée des troupes Qing dans le pays, les responsables Qing ont été influencés par l'éthique confucianiste et ont tabou l'adoption de la concubine Horqin, ils ont donc supprimé et modifié les informations, semant la confusion dans les informations pertinentes.
Le 24 juillet, deuxième année de Chongde, Huang Taiji a canonisé son beau-père Mang Gusi sous le nom de prince Zhasak Buyan Tu, et sa belle-mère Gunbu sous le nom de Zhasak Buyan Tu Fujin. Plus tard, le titre dans la littérature était Heshuo Hu Turing Afujin, qui en chinois est Heshuo Fufei . Au cours de la huitième année de Chongde (1643), la concubine Horqin et la deuxième concubine Horqin arrivèrent à Shengjing pour féliciter la victoire militaire, mais elles assistèrent aux funérailles avant la mort de Huang Taiji.
Le 14 septembre, deuxième année de Shunzhi, la concubine Gunbu de Heshuo de la tribu Horqin, la concubine Boli de Heshuo Xian, le prince Wu Keshan de Heshuo Zhuoliktu, le prince Manzhu Xili du comté de Dorobatulu et son épouse sont venus à Pékin pour rencontrer l'empereur Shunzhi. Le régent Dorgon et le roi auxiliaire Jierhalang et au-dessous, et Mele Zhangjing et au-dessus doivent les saluer à la porte Qihua. Le 16 septembre de la même année, la concubine Heshuo Fu, la concubine Heshuo Xian et le prince Wu Keshan de Heshuo Zhuoliktu sont entrés dans le palais pour rendre hommage. L'empereur Shunzhi a organisé deux banquets pour eux. La concubine Heshuo Fu, la concubine Heshuo Xian, la tante Sanggarzhai et d'autres membres féminins de la famille ont été reçus par Gu Lun'e Zhenfu Jin Zhezhe,